# Buíque
Buíque est une municipalité brésilienne située dans l'État du Pernambouc.